# Jane Misme

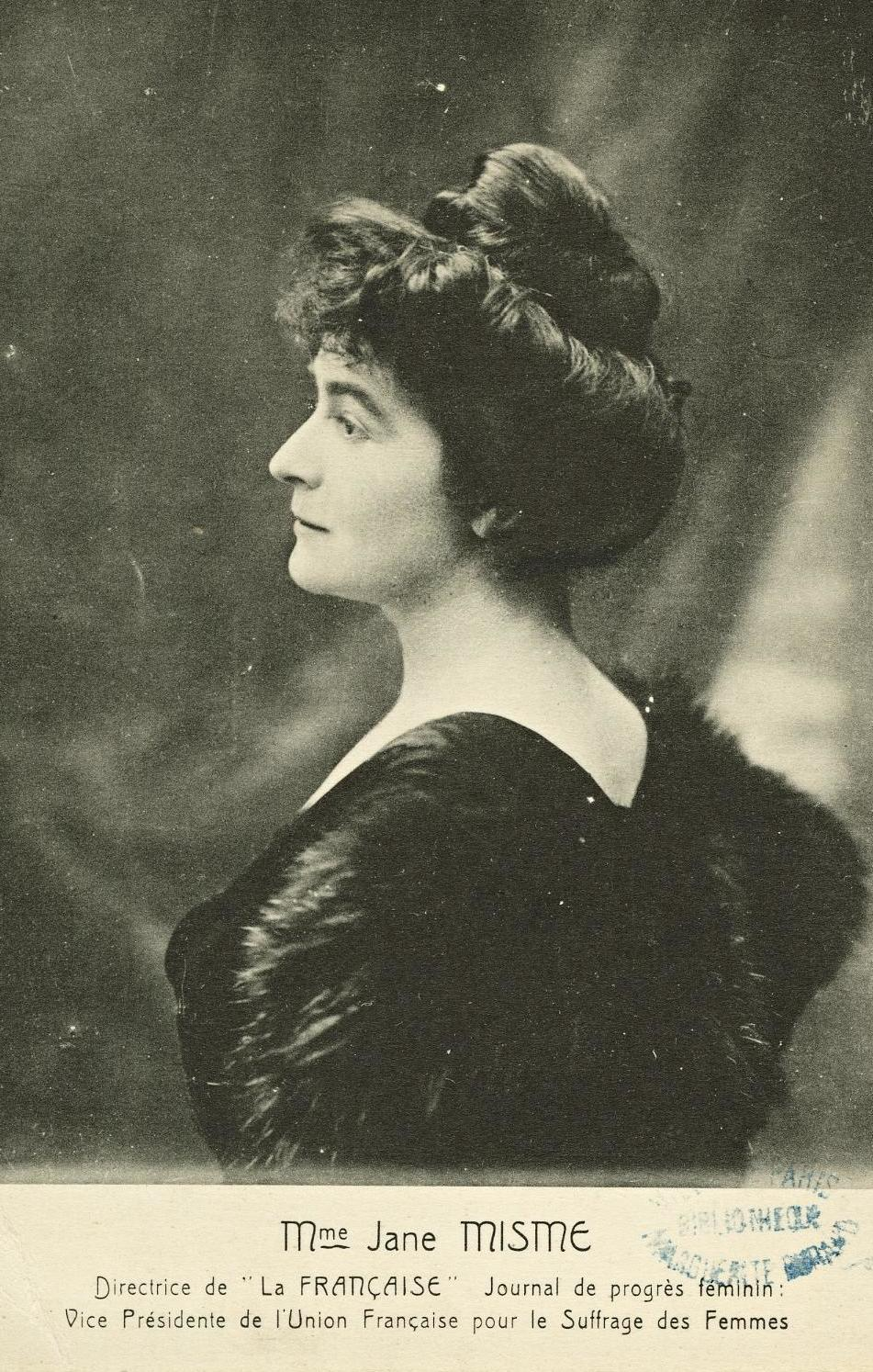
Jane Misme

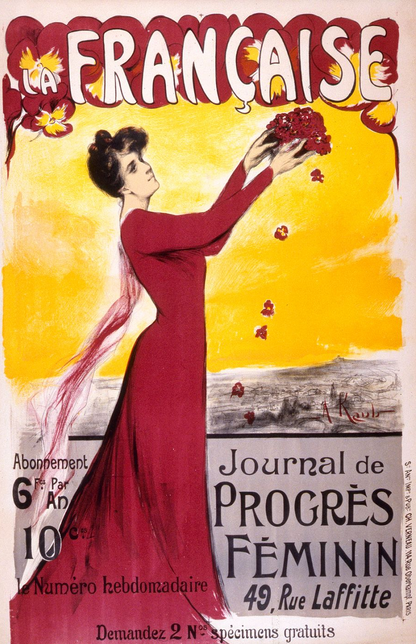
La Française 1906 (Poster)

Jane Misme [miːm], geboren als Jeanne Marie Joséphine Maurice, (* 21. März 1865 in Valence; † 23. Mai 1935 in Paris) war eine französische Journalistin und Feministin. Sie war Gründerin der Wochenzeitung La Française und Mitglied des Exekutivkomitees der Union française pour le suffrage des femmes (Französische Union für das Frauenstimmrecht) und des Conseil national des femmes françaises (Nationalrat der französischen Frauen).

## Leben
Jeanne Maurice wurde 1865 geboren und heiratete 1880 den Architekten Louis Misme aus Lyon. Sie wurde 1888 Mutter eines Mädchens. Sie ließen sich 1893 in Paris nieder.
Jane Misme wurde im Alter von 30 Jahren Journalistin und schrieb von 1896 bis 1906 für Zeitungen wie Le Figaro, Le Matin und La Revue de Paris. Ihre Artikel behandelten Themen wie die soziale Rolle der Frau in der Vergangenheit und die neuen Karrieremöglichkeiten für Frauen. Außerdem war sie von 1903 bis 1905 Theaterkritikerin für La Fronde, eine 1897 von der Feministin Marguerite Durand gegründete Zeitung, und für L’Action. Sie war die erste Frau in Frankreich, die diese Tätigkeit ausübte.
Nachdem die Zeitung La Fronde 1905 ihr Erscheinen eingestellt hatte, brachte Jane Misme im folgenden Jahr mit La Française eine weitere Publikation heraus, um die Lücke zu füllen. Diese erschien am 21. Oktober 1906 im Großformat mit vier Seiten. Zu den Mitbegründerinnen gehörten die Direktorin von Le Monde financier, Mathilde Méliot, und Marguerite Durand. Eine regelmäßige Mitarbeiterin war Germaine Dulac, die von 1906 bis 1908 literarische Porträts und von 1908 bis 1913 Theaterkritiken verfasste. Die Zeitung war Eigentum ihrer Autorinnen, die sich in einer Genossenschaft zusammengeschlossen hatten. Diese Mutterstruktur, die den Namen Cercle de la Française trug, verstand sich als „Haus der praktischen und moralischen Aktion für alle weiblichen Interessen“. Im Gegensatz zur Zeitung La Fronde akzeptierte Jane Misme auch Männer als Mitarbeiter, lehnte es aber ab, die Spalten der Zeitung für politische oder religiöse Debatten zu öffnen (was sich später unter Cécile Brunschvicg änderte). 1908 schrieb sie, dass La Française gegen „gewalttätige öffentliche Demonstrationen von Forderungen“ sei, da sie diese als unvereinbar mit den Werten des Cercle betrachtete.
Als La Française gegründet wurde, hatte sie die Aufgabe, die Öffentlichkeitsarbeit der verschiedenen republikanischen Frauenbewegungen zu vereinen. Die Zeitung wurde vor allem zum offiziellen Organ des Conseil national des femmes françaises, dem zahlreiche Frauenorganisationen angehörten. Der Conseil, der offiziell am 18. April 1901 gegründet wurde, vereinte zahlreiche Persönlichkeiten des Feminismus. Jane Misme wurde Vorsitzende der Sektion Presse, Literatur und Kunst.
Wie die meisten Feministinnen stellte Jane Misme ihre Forderungen während des Ersten Weltkriegs zurück, indem sie eine chauvinistische Haltung einnahm und sich der Union sacrée anschloss. Sie erklärte: „Solange es Krieg gibt, sind die Frauen des Feindes unsere Feinde“. Sie wurde Sekretärin im Rathaus ihres Dorfes. Die Zeitung erschien weiterhin, wenn auch in immer kleinerem Format. Aus gesundheitlichen Gründen übergab Jane Misme 1922 die Leitung der Zeitung an Julie Siegfried, die Vorsitzende des Conseil. 1926 wurde die Leitung von der Union française pour le suffrage des femmes und ihrer Vorsitzenden Cécile Brunschvicg übernommen.
Nach dem Krieg war sie Vizepräsidentin der Union française pour le suffrage des femmes und kandidierte 1925 „zu Propagandazwecken“ bei den Kommunalwahlen. Anlässlich der Internationalen Presseausstellung 1928 in Köln stellte Jane Misme ein Album mit 26 Porträts von Journalistinnen zusammen: Französische Journalistinnen und feministische Kollegen.
Sie starb am 23. Mai 1935 in ihrem Haus im 16. Arrondissement von Paris. Eine Sammlung zu Jane Misme befindet sich im Archiv der Bibliothèque Marguerite-Durand in Paris.

## Publikationen (Auswahl)
- Les Héroïnes historiques au théâtre Charlotte Corday, 1900
- Pour le suffrage des femmes ... Par la française, 1909
- Les derniers maitres d’Urville : histoire d’une famille messine, 1917
- Journalistes françaises et confrères féministes, 1928[14]